# Colector solar
Un colector solar o captador solar es cualquier dispositivo diseñado para recoger (colectar) la energía recibida del sol y elevar la temperatura (el nivel térmico) de un fluido con vistas a su aprovechamiento. Los colectores se dividen en dos grandes grupos: los captadores de baja temperatura, utilizados fundamentalmente en sistemas domésticos de calefacción, agua caliente sanitaria y climatización de piscinas fundamentalmente, y los colectores de alta temperatura, conformados mediante espejos que concentran la energía solar, y suelen ser utilizados para producir el vapor que mueve una turbina para la generación de energía eléctrica.

## Colectores de baja temperatura

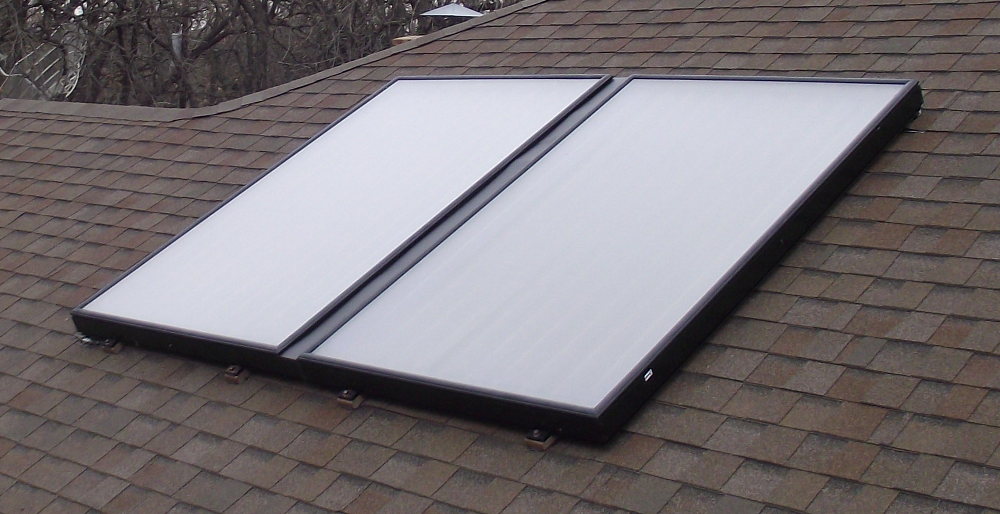
Colectores solares planos.

Son aquellos que, por una inversión moderada, permiten obtener energía térmica para usos habituales en la construcción.

#### Colector solar plano
También llamado panel solar térmico, consiste en una superficie plana por la que discurre, embebida o pegada, una tubería por la que discurre el agua que se ha de calentar. El conjunto de la superficie (panel) y tubería son o están pintados, de color negro, que absorbe la radiación solar. Hay dos tipos fundamentalesː
- Colector plano protegido: cuentan con un vidrio fino en la cubierta que limita las pérdidas de calor y aumenta la captación por efecto invernadero. El resto de caras están aisladas térmicamente. Son los más utilizados por tener la relación coste-producción de calor más favorable. El captador está en una caja rectangular, cuyas dimensiones habituales oscilan entre los 80 y 120 cm de ancho, los 150 y 200 cm de alto, y los 5 y 10 cm de espesor (aunque no están normalizados). Dentro de la caja, expuesta al sol, hay una placa metálica. Esta placa está unida o soldada a una serie de conductos por los que circula un caloportador —generalmente agua, glicol, o una mezcla de ambos—. A dicha placa se le aplica un tratamiento superficial selectivo para que aumente su absorción de calor, o simplemente se la pinta de negro. El sistema funciona por efecto invernadero.

El rendimiento de los colectores depende de varios factores. Naturalmente de la insolación (horas de sol y situación geográfica, de mayor o menor soleamiento) y de la buena colocación del colector (orientación, inclinación y ausencia de elementos que les de sombra); aunque la caja está aislada térmicamente, tiene pérdidas hacia el ambiente exterior, pérdidas que aumentan cuanto más frío esté el aire ambiente y cuanto mayor sea la temperatura del caloportador (mayor diferencia de temperaturas con el exterior) por lo que mejora el rendimiento cuanto menor sea la temperatura de trabajo. También, a mayor temperatura de la placa captadora, más energética será su radiación, y más transparencia tendrá el vidrio frente a ella, disminuyendo por tanto la eficiencia del colector.
Funcionamiento. El Colector funciona como lo haría un invernadero o estufas frías, de los jardines botánicos. Un invernadero consiste en un edificio cerrado con acristalamiento, cuyo interior se calienta porque el vidrio tiene un efecto selector de la radiación; es el mismo principio que se puede experimentar al entrar en un coche aparcado al sol en verano. La luz visible calienta la placa colectora que, a su vez, se convierte en emisora de radiación de onda larga. El vidrio actúa como filtro para ciertas longitudes de onda de la luz solar: deja pasar fundamentalmente la luz visible, y es poco transparente a la radiación infrarroja de mayor longitud de onda, por lo que, a pesar de las pérdidas por transmisión —el vidrio es un buen conductor térmico—, el recinto de la caja y, por lo tanto, el líquido que circula por los conductos, se calientan por encima de la temperatura exterior.
- Colector plano no protegido: sistema más económico y de menor aislamiento al aire que lo rodea, utilizado esencialmente para climatización de piscinas en climas con temperaturas ambiente cercanas a la temperatura de la alberca (media diurna de 10 grados centígrados hacia arriba). En este caso no dispone de vidrio protector, por lo que no aprovecha el efecto invernadero, y se calienta simplemente porque la radiación solar es mejor absorbida por una superficie negra que otra de color claro, esto le permite en climas cálidos tener una mayor eficiencia para calentar a bajas temperaturas que los colectores encapsulados, por ejemplo en el caso de las piscinas (que se utilizan a temperaturas de 26 °C± 1 °C en el caso de competiciones olímpicas).

Dada la simplicidad de este tipo de colectores, existen multitud de subvariantes tanto en formas como en materiales; conceptualmente, una simple manguera enrollada y pintada de negro es, en esencia, un colector solar plano no protegido sin embargo su problema es que al irse calentando dentro de la manguera, el agua deja de ganar el calor que llega del sol. Es decir, el primer metro es muy eficiente pero el segundo un poco menos y así sucesivamente hasta el punto en que ya está tan caliente el agua que el calor que llega del sol se pierde hacia el aire que es más frío que el agua precalentada provocando que los siguientes metros ya no haya ganancia de calor por parte del agua. En realidad un buen Colector desnudo se caracteriza por tener dos cabezales (tubos de diámetro superior, ubicados en los extremos del colector) y un cuerpo de multi-tubo (muchos tubos de menor diámetro en paralelo) que funciona con la eficiencia de los primeros metros de la manguera enrollada, al conectar colectores en paralelo obtenemos la misma eficiencia en cada uno de ellos y por lo tanto una gran eficiencia.
En muchos casos se logrará mejores eficiencias que con un Colector Protegido porque en éste la Cubierta de Vidrio refleja la radiación Solar y según estudios de laboratorios se pierde alrededor del 21% del calor solar solamente para atravesar la cubierta transparente por reflexión y absorción de la misma (cuando esta cubierta está sucia, esta perdida puede ser bastante mayor). En climas Templados la Eficiencia de éstos equipos desnudos puede llegar a valores cercanos al 80% y necesitarse una superficie más pequeña de captación solar y de mucho más bajo costo.
También es importante comentar es que el agua de las Piscinas es muy corrosiva y destruye los Colectores Metálicos protegidos y no protegidos, en cambio los Colectores Solares desnudos de Plástico tienen una vida útil mucho más larga y no presentan este problema de corrosión.

#### Colector de tubos de vacío
Un colector solar de tubos de vacío consiste en una serie de tubos de vidrio de doble pared; la cámara intermedia está al vacío. Existen tres sistemas:
- Flujo directo: el fluido circula por los tubos, como en los captadores planos.
- Flujo indirecto con heat pipe:[1] el calor evapora un fluido en el tubo, y este transmite su energía al condensarse en el extremo. y por el tubo interior discurre el caloportador
- Flujo indirecto sin heat pipe La diferencia con el anterior es que es construido al 100 % con cristal de borosilicato, evitando la utilización de cobre, por lo que abarata aún más sus costos, además eleva el rendimiento un 30 % con respecto a los tubos de vacío con Heat-Pipe.[cita requerida]

### Colectores de alta temperatura

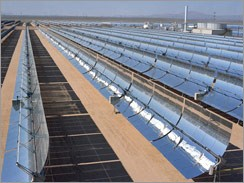
Concentradores solares de espejo cilíndrico-parabólico.

- Concentrador solar: el fluido se calienta a alta temperatura mediante espejos parabólicos. Pueden ser: 
  - Sistemas lineales (disposición cilíndrica): el fluido se calienta al recorrer una tubería situada en el foco de la parábola
  - Sistemas puntuales (disposición esférica): con forma de paraboloide de revolución, utilizado para concentrar más la radiación y obtener así temperaturas más altas cuando la infraestructura es de dimensiones limitadas.
- Espejos planos o lentes Fresnel lineales,[2] con idéntica función que los concentradores solares lineales.

### Colectores de muy alta temperatura
Llamada a veces horno solar, son sistemas para obtener muy altas temperaturas. Antiguamente se hizo con concentradores parabólicos fijos (horno solar de Odeillo) y actualmente se hace con campos de espejos planos orientables que dirigen su reflejo y lo concentran en un único punto situado en una torre, en la que se genera vapor de agua que suele servir para producir electricidad.

### Tabla resumen de tipos de colector
| Movimiento                           | Tipo de colector                  | Imagen | Tipo de absorción | Ratio de concentración | Campo indicativo de temperaturas de funcionamiento (°C) |
| ------------------------------------ | --------------------------------- | ------ | ----------------- | ---------------------- | ------------------------------------------------------- |
| Estacionario                         | Captador solar plano              |        | Plano             | 1                      | 30-80                                                   |
| Estacionario                         | Colector de tubo de vacío         |        | Plano             | 1                      | 50-200                                                  |
| Estacionario - Seguimiento en un eje | Colector parabólico compuesto     |        | Tubular           | 1-15                   | 60-300                                                  |
| Seguimiento en un eje                | Reflector lineal de Fresnel       | -      | Tubular           | 10-40                  | 60-250                                                  |
| Seguimiento en un eje                | Colector cilíndrico               | -      | Tubular           | 10-40                  | 60-300                                                  |
| Seguimiento en un eje                | Colector parabólico               | -      | Tubular           | 10-40                  | 60-400                                                  |
| Seguimiento en dos ejes              | Reflector de disco parabólico     | -      | Puntual           | 600-2000               | 100-1500                                                |
| Seguimiento en dos ejes              | Colector por campo de heliostatos |        | Puntual           | 300-1500               | 150-2000                                                |

## Aplicaciones
Los colectores solares tienen múltiples usos, entre los que se encuentran: preparación de agua caliente para usos sanitarios, climatización de piscinas, calefacción, frío solar, crear vapor, cocinar, esterilización, pasteurización, desalinización, lavado, secado, tintado, entre otras, tanto a nivel doméstico como industrial.
Dependiendo de la estación del año, tanto en viviendas unifamiliares como en edificios, las instalaciones de energía solar térmica pueden proporcionar entre el 30 % y el 100 % del agua caliente demandada, con medias anuales en torno al 40-100 % (dependiendo de la zona geográfica), por lo que necesitan el apoyo de sistemas convencionales de producción de agua caliente.
Utilizados para calefacción solo son indicados para sistemas de baja temperatura, como el suelo radiante, donde se emplean para lás épocas en las que no hace falta demasiada calefacción. En la práctica no es económicamente rentable dimensionar la instalación para reducciones de consumo mayores a un 30 %. El problema con el uso para calefacción es que los días en que las necesidades de calefacción son mayores, la captación y el rendimiento de los colectores disminuyen. Mientras que cuando los paneles son más eficientes, las necesidades de calefacción son menores.
Para calefactar espacios se pueden utilizar otros tipos de colector como el que hace circular aire entre láminas metálicas pintadas de negro contenidas en un dispositivo semejante al de los colectores cerrados antes descritos, pero especialmente diseñados para ello (caja aislada cubierta de vidrio pero de mayor espesor), que proporcionan calefacción directa sin los riesgos operativos que presenta el agua (aunque con menos eficiencia, debido a la menor capacidad caloportadora del aire y a que el aire suele estar más sucio y al no circular en circuito cerrado ensucia el vidrio).
El uso de colectores solares térmicos es particularmente adecuado para la climatización de piscinas, pues la baja temperatura de trabajo requerida permite incluso tipologías de colectores sin vidrio protector, lo que abarata enormemente tanto los costes como el impacto ambiental de la instalación. Además, no necesitan acumulador puesto que es la propia agua de la piscina la que actúa como tal. En el caso de piscinas cubiertas que funcionan en invierno es un ahorro de energía y en el de piletas al aire libre permite prolongar la temporada de baños al tener más caliente el agua.
El colector solar así mismo puede utilizarse para refrigeración haciendo uso de un intercambiador de calor. Esta aplicación se vale de las propiedades de un gas para poder absorber y transportar calor. Por ende, si evaporamos agua y luego la utilizamos para intercambiar calor, veremos que el vapor de agua recolectará el calor que deseemos eliminar.
Para un uso industrial, podemos usar los colectores de alta temperatura para producir vapor de agua que podremos utilizar como una caldera, haciendo que el vapor mueva el motor que deseamos para, por ejemplo, la generación de electricidad. Si bien este método de generación de electricidad no está tan utilizado como podría ser un panel fotovoltaico, es una buena forma de generar electricidad a partir de energías convencionales, puesto que no produce contaminantes y puede producir el mismo trabajo que el carbón dentro de estas centrales eléctricas.

## Instalación
La instalación de un colectar solar es relativamente fácil si se tiene en cuenta varios factores:
- La orientación de la placa debe ser dirigida al sur con una tolerancia de ±10° en el hemisferio norte, y hacia el norte en el hemisferio sur. Esto es para poder aprovechar la salida y puesta de sol en una mayor medida.
- Deben tener una inclinación sobre la horizontal igual a la latitud del lugar; también con ±10° de tolerancia.
- No subestimar la fuerza del viento - el anclaje no solo debe que aguantar el peso sino también fuerzas en sentido contrario
- No olvidar un vaso de expansión
- El sensor térmico debe estar lo más cerca posible de la salida de agua del colector para obtener la temperatura máxima.

El rendimiento de los colectores mejora cuanto menor sea el salto térmico, es decir, la diferencia de temperatura entre este y el exterior. Por lo tanto, la eficiencia disminuye al aumentar la temperatura de trabajo, y al disminuir la temperatura exterior —puesto que aumentan las pérdidas por transmisión en el vidrio—. 
La regulación de un sistema de producción de ACS, que debe ser obligatoriamente por acumulación, se hace mediante un dispositivo llamado termostato diferencial. Dos sondas térmicas, una situada a la salida del agua caliente de los colectores y otra en el depósito de acumulación, envían sus mediciones al termostato; cuando este comprueba que la temperatura de salida del colector essuperior a la del depósito, pone en marcha la bomba de circulación del caloportador en caso contrario la para.
Es importante que la temperatura del depósito nunca supere la de ebullición del agua, para lo que hay que prevenir disposiciones adecuadas. Es muy importante en instalaciones de casas de vecinos, en las que las mayores temperaturas exteriores y más horas de sol (mayor rendimiento de los colectores) coinciden con el verano y, por lo tanto, con las vacaciones de los vecinos, lo que lleva a un menor consumo de agua.
Dentro de la instalación de los paneles para sistemas térmicos sanitarios, podremos determinar dos tipos de sistemas de instalación que aporta un distinto manejo del caudal cada uno, más uno mixto que contenga ambos modelos. Ellos son:
- Serie: En este modelo, poseeremos menores caudales, secciones más pequeñas y recorridos más cortos a un menor precio de instalación y operación. No obstante, generará más temperatura y disminuira el rendimiento. Esta asociación de los paneles presenta como ventaja el que la temperatura de salida de un panel será la temperatura de entrada del siguiente, sumándose las temperaturas generadas.
- Paralelo: Este sistema tiene mayores rendimientos pero requerirá tuberías más largas y de mayor diámetro. Se precisará el uso de válvulas detentoras para equilibrar pérdidas de carga. En esta asociación, el caudal será equivalente a la capacidad de carga de todos los paneles asociados, pero la temperatura generada será uniforme, es decir, siempre presentaremos la misma temperatura.

## Perspectivas de uso en calefacción
Se estima que el 80 % del consumo energético de una vivienda se produce en forma de agua caliente a baja temperatura (calefacción y agua caliente sanitaria).
Los colectores solares planos no son tecnológicamente complejos, por lo que su margen de evolución es muy limitado. No obstante, actualmente consiguen captar en torno al 98 % de la energía recibida del sol (compárese con el 15-20 % de los paneles solares fotovoltaicos comunes).
Por ejemplo, en Ciudad de México, se obtienen 15 MJ/día/m² en verano, y 8-10 MJ/día/m² en invierno.[cita requerida]
Si bien hasta finales de 2006 su empleo en calefacción era económicamente discutible y su viabilidad dependía de subvenciones estatales, hoy en día y debido sobre todo al aumento del precio del petróleo, constituyen una interesante inversión.
Sin embargo, el principal escollo que tiene que superar esta tecnología es su escasa utilización a lo largo del año: la demanda anual de calefacción, a diferencia del agua caliente, no se reparte homogéneamente, sino que se concentra en los meses más fríos, que además coinciden con los de menos luz solar. Por este motivo, los paneles de calefacción permanecen inactivos la mayor parte del año, dificultando su amortización en el tiempo y produciendo un exceso de energía térmica que hay que disipar de algún modo por lo que, aun disponiendo de ellos para refrigeración, si no se disipa adecuadamente, el exceso de calor puede destruir los colectores, por lo que hay que dotarlos de sistemas de prevención tales como pequeños radiadores exteriores, que elevan el coste de la instalación. La utilización masiva de paneles solares térmicos dependerá por tanto de nuestra capacidad para dotarlos de uso en verano, por ejemplo para refrigeración.

## Normativa
Para las pruebas de los captadores solares se utiliza la norma EN 12975.